# Spenser
Spenser – prywatny detektyw, bohater 40 powieści Roberta B. Parkera, np. „Na chybił trafił” (oryg. Potshot).  Na podstawie powieści wyprodukowano serial telewizyjny Spenser: For Hire (Robert Urich) i trzy filmy telewizyjne (Joe Mantegna). Jego przyjacielem jest były gangster Hawk a dziewczyną Susan Silverman (w serialu Barbara Stock, w filmach Marcia Gay Harden). W drugim roku serialu Suzan zniknęła, jej miejsce zajęła Rita Fiore (Carolyn McCormick), w trzecim roku powróciła Suzan. Po śmierci pisarza jego spadkobiercy wybrali Ace Atkinsa, który ma kontynuować serię powieści.

### Strony miłośników Spensera
- Bullets and Beer
- Thrilling Detective o Spenserze